# Is Everybody Listening?
Is Everybody Listening? ist ein Sonderauflagen-Livealbum der britischen Pop-/Rockband Supertramp, das am 6. November 2001 veröffentlicht wurde. Es erschien zwischen den Veröffentlichungen des Livealbums It Was the Best of Times (1999) und des Studioalbums Slow Motion (2002) und zählt als limitierte Auflage nicht zu den nach wie vor erhältlichen Supertramp-Alben. Die Platte wurde am 9. März 1975 während des Konzerts der Band in London aufgenommen. Eine digital überarbeitete Aufnahme dieser Show erschien 2014 als Teil der 40th Anniversary Edition des Albums Crime of the Century; sie enthält einen Bonustrack.

## Beschreibung
Das Album „Is Everybody Listening?“ wurde entgegen der Cover-Aufschrift „Recorded Live, Cleveland, Ohio, 1976“ nicht während eines Konzerts in der in diesem US-Bundesstaat liegenden Großstadt aufgenommen, sondern bei einem solchen des Jahres 1975 im Hammersmith Odeon in der britischen Hauptstadt London; dies teilte das Supertramp-Mitglied John Helliwell auf seiner Webseite mit. Die Show fand während der gleichnamigen Tournee zum 1975er-Album „Crisis? What Crisis?“ statt.
Während des Konzerts agierten Supertramp in ihrer Erfolgs-Besetzung: Rick Davies (Keyboards, Gesang), John Helliwell (Keyboard, Klarinette, Saxophon, Gesang), Roger Hodgson (Gitarren, Keyboard, Gesang), Bob Siebenberg (Perkussion, Schlagzeug) und Dougie Thomson (Bassgitarre, Hintergrundgesang).
„Is Everybody Listening?“ enthält die Lieder des kompletten Albums „Crime of the Century“ und in ihrem Mittelteil vier (Songs 5 bis 8) von „Crisis? What Crisis?“. Alle Werke wurden von Rick Davies und Roger Hodgson geschrieben.
Vermarktet wurde die Platte laut Cover-Aufdruck von Pilot Records (lizenziert von A&M Records).

## Liedliste
Das Album „Is Everybody Listening?“ enthält 12 Lieder. Die angegebenen Längen beziehen sich auf die originale CD-Version  des Albums, das 74:57 Minuten lang ist. Alle Lieder, außer den Songs mit entsprechender Gesangs-Anmerkung („G.:“), wurden per Hauptstimme von ihren Autoren, die in „()“ genannt sind, gesungen.
1. School – 6:17 – (Hodgson); G.: Hodgson; Teile: Davies
2. Bloody Well Right – 6:50 – (Davies)
3. Hide in Your Shell – 6:52 – (Hodgson)
4. Asylum – 7:05 – (Davies); G.: Davies; Teile: Hodgson
5. Sister Moonshine – 5:21 – (Hodgson)
6. Just a Normal Day – 4:09 – (Davies); G.: Davies; Teile: Hodgson
7. Another Man's Woman – 7:47 – (Davies)
8. Lady – 8:58 – (Hodgson)
9. Dreamer – 3:30 – (Hodgson)
10. Rudy – 7:25 – (Davies)
11. If Everyone Was Listening – 4:35 – (Hodgson)
12. Crime of the Century – 6:08 – (Davies)

## Besetzung
- Rick Davies – Keyboards, Gesang
- John Helliwell – Keyboard, Klarinette, Saxophon, Gesang
- Roger Hodgson – Gitarren, Keyboard, Gesang
- Bob Siebenberg (auch bekannt als Bob C. Benberg) – Perkussion, Schlagzeug
- Dougie Thomson – Bassgitarre, Hintergrundgesang

## Produktion
- Projekt-Koordinator: Carlton P. Sandercock
- Cover-Gestaltung: Christian Thompson
- Photographien: Christian Thompson, Rick Walton
- Illustrationen: Christian Thompson
- Liner Notes: John Kirkman